# Alberto D'Aversa
Alberto D'Aversa (Casarano, 4 marzo 1920 – San Paolo, 21 giugno 1969) è stato un regista teatrale, regista cinematografico e sceneggiatore italiano.

## Biografia
Nacque a Casarano il 4 marzo 1920 da Adolfo D'Aversa, ufficiale di Marina e vicesindaco della cittadina dal 1953 al 1956, e Maria Primiceri.
Nel 1938 si diplomò al Liceo Classico di Pola. Si laureò poi in filosofia all'Università Cattolica di Milano, discutendo con il professor Olgiati la tesi "Estetica moralistica come crisi di un'estetica romantica". Interessatosi a un bando di concorso della Comédie Française, ricevette una risposta e un invito per un lungo periodo di studio nella capitale francese. Con la dichiarazione di guerra dell'Italia, nel 1940 fu costretto a rimpatriare.
Tra il 1941 e il 1945 egli frequentò il corso di regia all'Accademia d'Arte Drammatica fondata e diretta da Silvio D'Amico. Lavorò con Federico Fellini, Vittorio Gassman, Marcello Mastroianni, Luciano Salce, Adolfo Celi, Luchino Visconti, Ruggero Jacobbi, Giorgio De Lullo, Lea Padovani, Luigi Squarzina. In questo periodo, servendo come soldato a Villa Opicina, vicino a Trieste, conobbe la sua futura moglie, Elsa Polverosi, che si trovava lì con la sua compagnia teatrale per presentare uno spettacolo. Durante l'occupazione tedesca di Roma e fino all'arrivo delle truppe alleate, egli visse in clandestinità a casa di Elsa, non avendo risposto a una chiamata alle armi: fu così che scampò a una sicura deportazione. Nel periodo 1943/44 realizzò con mezzi di fortuna il film 07... tassì. Nell'immediato dopoguerra compì le sue prime esperienze come regista teatrale: Tentazioni nel deserto di Henry Gheon, Arlecchino servo di due padroni di Carlo Goldoni, Piccoli borghesi di Maksim Gor'kij (con Nino Manfredi, Luciano Salce, Elsa e Vanna Polverosi, Manlio Busoni): quest'ultimo costituiva il lavoro di diploma all'Accademia D'Amico.
Conobbe quindi Daniela Palmer e divenne il regista della sua compagnia Palmer-Carminati-Piletto. Con Sharoff e Salvini preparò Febbre del Fieno e Ma Costanza si comporta bene?; non passò inosservata neppure una sua regia della Mandragola di Niccolò Machiavelli, mandata in scena al Teatro Quirino di Roma. Con Ruggero Jacobbi organizzò poi una tournée teatrale in America Latina: salpò quindi con la compagnia Torrieri-Pisu in qualità di regista alla volta del Brasile. Assieme a lui c'erano Diana Torrieri, Mario Pisu, Adolfo Celi, Dina Sassoli, Franco Scandurra.
Dal 1947 al 1949 fu aiuto regista in vari lavori diretti da Simonelli e Malasomma. Nell'estate del 1949 egli realizzò il suo primo film, Una voce nel tuo cuore, di cui curò soggetto e sceneggiatura, oltre alla regia. Girato negli stabilimenti della circonvallazione Appia, la pellicola vantava un cast d'eccezione comprendente i nomi di Vittorio Gassman, Fiorella Carmen Forti, Nino Pavese, Constance Bowling, Riccardo Billi, Elsa e Vanna Polverosi, Jolanda Dal Fabbro, Beniamino Gigli, Gino Bechi e Tito Schipa, insieme all'operatore Rodolfo Lombardi. In seguito al buon successo della sua pellicola, Alberto diede il nome del protagonista, Paolo, anche al suo secondogenito.
Nel 1950 alcuni produttori argentini presenti a Roma cercavano un regista per girare un documentario, che contava tra i protagonisti l'allora astro nascente di origine argentina Juan Manuel Fangio. Venne proposto Alberto che accettò l'incarico e soddisferà pienamente i committenti. In seguito gli furono fatte concrete proposte di lavoro in Argentina: D'Aversa finì per trasferirsi a Buenos Aires.
Qui conseguì una seconda laurea, presso l'Università de La Plata, dove divenne poi anche docente nella facoltà di Filosofia e Storia del Teatro. Nel 1956 rappresenterà l'Argentina al Congresso Mondiale di Filosofia. Nello stesso anno fu nominato direttore del Teatro di Stato e della Scuola Nazionale di Arti Sceniche; insegnò nel Seminario de Arte Drammatica e alla Escola de Arte Dramática del Teatro Nacional Cervantes. Diresse vari gruppi professionali teatrali nei grandi teatri di Buenos Aires; entrò nel direttivo del movimento Teatro Indipendente, dando un forte contributo; diresse un gruppo chiamato IFT, formato da giovani artisti ebrei e argentini; allestì vari spettacoli nei principali teatri della capitale argentina.
Nel 1957, su invito di un editore, scrisse due libri: O Teatro como Arte do Espetaculo e Breviario de Estetica Teatral. Collaborò alla realizzazione del testo di Jorge Luis Borges, Manuale di Zoologia Fantastica (1954), venendo quindi ringraziato nel prologo dallo stesso autore. Tra le sue regie cinematografiche in Argentina, si ricordano Mi divina probeza, Honoras a tu madre, Muerte civil, Los hamponer.
Su invito di Alfredo Mesquita si trasferì nel 1957 in Brasile, a San Paolo, dove insegnò estetica teatrale alla Escola de Arte Dramática de São Paulo. Fu poi direttore artistico, chiamato da Franco Zampari, del Teatro Brasileiro De Comédia, dove in precedenza avevano lavorato Adolfo Celi e Maria de la Costa.
Insegnò all'Escola de Teatro dell'Università di Bahia, a Salvador. Vi si era trasferito in seguito all'avvento della dittatura militare: la DOPS, polizia politica, aveva elaborato un dossier su di lui, a causa delle sue idee comuniste. Qui credette di trovare una maggiore tranquillità. Da ultimo fu docente all'Università Cattolica di San Paolo, e alla Escola de Humanitade e Comunicaçoes di San Paolo, dove insegnò storia del cinema e storia del teatro.
In Brasile fu anche critico cinematografico e teatrale: scrisse infatti interessanti recensioni sul Diario de São Paulo e sulla rivista Associados. Per questa sua attività vinse nel 1966 il premio come miglior critico teatrale dell'anno. Continuò a scrivere anche a Bahia, a volte firmando con il suo nome, a volte con uno pseudonimo per motivi politici.
Curò per diversi anni trasmissioni teatrali per l'emittente televisiva Canale 7.
Nell'ambito della cinematografia realizzò con la collaborazione di Jorge Amado il film Seara Vermelha (Proa Filmes – 1963), di notevole successo, sia fra il pubblico sia fra la critica; la pellicola in Sudamerica vinse sette premi e in seguito fu presentata al Festival del Cinema di Mosca (7-27 luglio 1963): doveva essere proiettata anche al Festival del cinema di Venezia, ma a causa di un disguido burocratico ciò non fu possibile. Un altro suo film, Historia de Tres Amores (Cinedistri – 1966), rimase in programmazione per pochi giorni, venendo addirittura sequestrato. 
Realizzò numerosi documentari: uno di essi ha per tema gli indios Xingù, in Amazzonia, un'etnia che non aveva mai avuto rapporti con i bianchi.
È sepolto nel Mausoléu do Ator in San Paolo, dove gli è stato dedicato anche un teatro.

## Filmografia parziale

### Regista
- 07... tassì (1946)
- Una voce nel tuo cuore (1949)

### Sceneggiatore
- 07... tassì, regia di Alberto D'Aversa (1946)
- Una voce nel tuo cuore, regia di Alberto D'Aversa (1949)